# Best of Dolly Parton
Best of Dolly Parton är ett samlingsalbum av Dolly Parton, släppt 1975. Samlingen innehåller material från det tidiga 1970-talet, en epok många benämner som hennes största. Samlingen nådde placeringen # 5 på USA:s countryalbumslista, och innehöll titelspåren till Dolly Partons sex föregående albums, liksom "I Will Always Love You" och "Travelin' Man".
Album kallades Best of Dolly Parton, fastän RCA Records 1970 släppt ett album vid namn The Best of Dolly Parton, och detta album kallas ibland "The Best of Dolly Parton Vol. 2" men släpptes aldrig under denna titel. (En tredje "best of"-samling släpptes 1987 Best of Dolly Parton, Vol 3, vilket visar att RCA accepterade att denna samling kallas Volume 2, även om titeln aldrig var denna.
Åtta av låtarna var countryhitlåtar skrivna av Dolly Parton själv, och gospelsången"When I Sing for Him", skrevs av Porter Wagoner, och släpptes som singel men gick aldrig in på någon lista. "Lonely Comin' Down", också skriven av Porter Wagoner, släpptes aldrig som singel.

## Låtlista
1. Jolene (Dolly Parton)
2. Travelin' Man (Dolly Parton)
3. Lonely Coming Down (Porter Wagoner)
4. The Bargain Store (Dolly Parton)
5. Touch Your Woman (Dolly Parton)
6. I Will Always Love You  ( Dolly Parton)
7. Love is Like a Butterfly  (Dolly Parton)
8. Coat of Many Colors  (Dolly Parton)
9. My Tennessee Mountain Home  (Dolly Parton)
10. When I Sing for Him  (Porter Wagoner)